# Walki o Kowel i Włodzimierz Wołyński (1944)
Bitwa o Kowel i Włodzimierz Wołyński – seria starć stoczonych w dniach 19 stycznia–21 maja 1944 roku pomiędzy oddziałami 27 WDP Armii Krajowej we współdziałaniu z Armią Czerwoną z oddziałami Wehrmachtu. Był to pierwsza regularna bitwa żołnierzy AK stoczona wspólnie z oddziałami sowieckimi.

## Historia
4 stycznia 1944 r. Armia Czerwona przekroczyła wschodnią granicę Polski sprzed 1 września 1939 r. W tej sytuacji komendant Okręgu Wołyń AK płk Kazimierz Bąbiński ps. "Luboń" 15 stycznia wydał rozkaz rozpoczęcia Planu Burza na Wołyniu (ogłoszenie mobilizacji oddziałów AK). Działania bojowe miały prowadzić skoncentrowane w zachodniej części województwa wołyńskiego oddziały AK  z których sformowano 27 WDP. W krótkim czasie udało się zmobilizować ok. 6500 żołnierzy, zorganizowanych w dwóch zgrupowaniach: na południu w rej. Włodzimierza - "Osnowa", na północy w rej. Kowla - "Gromada".
19 stycznia 1944 doszło do pierwszych potyczek z Ukraińcami i Niemcami. Od stycznia do marca oddziały 27 WDP przeprowadziły akcje, wspólnie z sowiecką partyzantką, przeciwko Ukraińcom o opanowanie okolicznych lasów w rejonie formowania. W związku z licznymi napadami na ludność polską, część sił przekazano do tzw. placówek polskiej samoobrony, a z zajętych terenów wypędzono ludność ukraińską. 23 lutego siły Zgrupowania "Osnowa" stoczyły walki z batalionem Wehrmachtu pod Włodzimierzem Wołyńskim. Zgrupowanie "Gromada" 8/9 marca podjęło próbę zdobycia magazynów wojskowych w m. Hołoda.
Wiosną 1944 r. wojska niemieckie na Wołyniu cofały się. Wojska sowieckie siłami 47 i 70 Armii 18 marca rozpoczęły blokadę Kowla. O Kowel rozgorzały walki w wyniku których 27 WDP znalazła się w strefie frontowej. 4 marca w rej. Dąbrowa - Zasmyki doszło do pierwszego kontaktu  oddziałów rozpoznawczych polskich i sowieckich i walki z Ukraińcami. Dowództwo 27 WDP i pododdziały sowieckie nawiązały współdziałanie taktyczne. Dokonano uzgodnień polsko-sowieckiego współdziałania. Zgodnie z nimi ustalono, że 27 WDP podporządkuje się operacyjnie ich dowództwu, zachowując podległość polskim władzom wojskowym i operacyjnym.  Zgodnie z zaleceniami operacyjnymi 27 WDP przegrupowała się na zachodni brzeg Turii do rejonu; rz. Turia, rz. Bug, linia kolejowa Dorohusk - Kowel i szosa Uściług - Włodzimierz Wołyński.
20 marca 1944 na Turzysk uderzyły oddziały 27 WDP we współdziałaniu z  Sowietami. Były to pierwsze otwarte działania 27 WDP przeciwko hitlerowcom. O wydarzeniu tym dowódca AK meldował do Naczelnego Wodza w Londynie. Następną wspólną akcją było opanowanie miejscowości i stacji kolejowej Turopin i mostu na Turii. Zdobycie Turzysk i Turopina przerywało połączenie kolejowe Kowel - Włodzimierz Wołyński i zabezpieczało skrzydło wojsk sowieckich nacierających na Kowel. 27 WDP uzyskiwała możliwość manewru na zachód.
27 WDP AK miała za zadanie wiązanie sił niemieckich na południowy zachód od Kowla w rejonie: Turzysk, Olesk, Luboml, Zamłynie, Uściług, Włodzimierz Wołyński, utrzymanie przepraw przez Bug, prowadzenie rozpoznania ruchu wojsk niemieckich (szczególnie na linii kolejowej Lublin - Luboml - Kowel) i utrzymywanie łączności. Przewidywano też  wykonanie uderzeń w celu zablokowania szosy Włodzimierz Wołyński - Uściług oraz linii kolejowej Luboml - Kowel.
27 Dywizja znalazła się, po przegrupowaniu, na pozycjach najbardziej wysuniętych na zachód, w strefie bezpośrednich działań frontu w operacji kowelskiej. Oddziały dywizji  weszły na teren  walk o  węzeł komunikacyjny - Kowel. Kowel był broniony  przez oddziały SS oraz wycofujące się ze wschodu jednostki liniowe.  W miasteczkach i osadach leżących na linii kolejowej Chełm - Kowel, Niemcy utworzyli punkty oporu.  Wzmocniono też garnizon Włodzimierz Wołyński i broniono szosy Włodzimierz - Uściług. W rejonach nad lewym Bugiem, od Dorohuska do Uściługa, Niemcy zorganizowali ubezpieczenie i obronę rzeki.
2 kwietnia 1944 r. 27 Dywizja rozpoczęła  walki pod Sztuniem i Zamłyniem. Dywizja początkowo odnosiła sukcesy  stosując walki manewrowe na skrzydła i tyły. 12 kwietnia 27 WDP próbowała przejąć inicjatywę wykonując zwrot zaczepny na dwóch kierunkach: północnym i południowym. W wyniku niepowodzenia dywizji groziło okrążenie z kierunku Lubomla jak i Włodzimierza. Zagrożona okrążeniem, pozostawała w masywie lasów mosurskich, ziemlickich i stęzarzyckich bez żadnego wsparcia oddziałów sowieckich.  W dniach 13-19 kwietnia 1944 r. prowadziła ciężkie walki obronne w okrążeniu razem z 45 pułkiem kawalerii sowieckiej.  Sytuacja okrążonych  była trudna. 18 kwietnia 1944 r. poległ ppłk Jan Wojciech Kiwerski ps. „Oliwa” - dowódca 27 WDP AK. Jego miejsce zajął mjr Tadeusz Sztumberk-Rychter ps. "Żegota", który podjął decyzję o przebijaniu się.  Żołnierze, wyczerpani ponad dwutygodniowymi walkami pod Lubomlem i Włodzimierzem Wołyńskim, nie byli w stanie prowadzić walki  przeciwko oddziałom mającym przewagę techniczną i liczebną.  Przyjęto  przebijanie się w kierunku północnym przez Zamłynie, Jagodzin, wyprowadzające oddziały dywizyjne na tyły wojsk niemieckich. Komenda Główna AK rozkazywała pozostanie na Wołyniu, dlatego wariant wycofania za Bug nie był możliwy do wykonania.
Po walkach  20-22 kwietnia 1944 r., dywizja przebiła się z okrążenia, nad górną Prypecią, ponosząc ciężkie straty ponad 200 zabitych i rannych.  W rejonie okrążenia pozostawiono cały tabor, ciężki sprzęt oraz szpital z rannymi.  W walkach prowadzonych w ramach operacji kowelskiej dywizja poniosła duże straty: poległo 349 żołnierzy, 160 odniosło rany, 170 dostało się do niewoli, około 1600 uległo rozproszeniu.   Mimo  strat dywizja nie została rozbita. Po wyjściu z okrążenia jej zasadniczy trzon liczył około 3600 ludzi pod bronią. Około 500 żołnierzy, którzy nie zdołali przebić się z okrążenia, walczyło dalej w odosobnieniu  i dołączyło do dywizji już na Lubelszczyźnie.
W nocy z 25/26 kwietnia 1944 r. dywizja  rozpoczęła marsz w kierunku wschodnim, po walkach obronnych pod Sokołem i Holadynem.  28 kwietnia osiągnęła kompleks lasów szackich. Tu zatrzymano się na dłuższy  odpoczynek.  Komendant Główny AK,  mimo strat, nie zmienił zadania dywizji. Miała dalej wykonywać  zadanie B [„Burza”] na wschód od Bugu, tak długo, jak to będzie możliwe. Jednocześnie Komendant Główny AK przewidywał podporządkowanie oddziałów 27 WDP AK pod rozkazy Komendanta Okręgu AK Lublin, gdyby oddziały te nie miały możliwości pozostawania na Wołyniu. Po  przejściu do lasów szackich  27 Dywizja znalazła się na bezpośrednim zapleczu frontu między pierwszą linią obrony niemieckiej przebiegającą od Wyżwy Nowej, wzdłuż rz. Wyżewka do Ratna i dalej wzdłuż Prypeci, a drugą linią biegnącą od Szacka przez miejscowości: Piszcza, Ołtusz do Małoryty. Obecność 4 tysięcznej  jednostki na tyłach była zagrożeniem dla Niemców. Niemcy z powietrza i patrolami oddziałów lądowych prowadzili rozpoznanie oddziałów dywizyjnych w lasach szackich. Polskie patrole toczyły potyczki z patrolami nieprzyjaciela. Od połowy maja coraz bardziej zacieśniał się pierścień niemiecki wokół 27 WDP i sowieckich oddziałów partyzanckich. Lotnictwo niemieckie  rozpoznawało, bombardowało i ostrzeliwało  oddziały.
21 maja, o świcie,  ruszyło niemieckie natarcie na lasy szackie z kilku kierunków: od strony Miernik, z Szacka, z Kropiwnik, Zabłocia i Huty Ratneńskiej.  Natarcie było wspierane czołgami i ogniem artylerii. W wyniku walk Niemcy zepchnęli oddziały 27 WDP AK i oddziały sowieckie do północnej części lasów.   Wieczorem 21 maja  oceniono, że dalsze prowadzenie walki przez całość Dywizji na zapleczu operacyjnym, jest niemożliwe. Nie było też dostaw zaopatrzenia i amunicji. Ponieważ nie było zezwolenia dowództwa na opuszczenie Wołynia, postanowiono dyslokować się za front, na stronę sowiecką.
Podjęto decyzję  przebijania się w kierunku północno-wschodnim do rejonu Dywina, skąd miało nastąpić sforsowanie Prypeci (w tym czasie linia frontu niemiecko-sowieckiego), a dalej do rejonu Police, na południowy wschód od Kamienia Koszyrskiego. Dywizja miała przebijać się na trzech kierunkach, w trzech kolumnach.  Nocą  21/22 maja 1944 r. oddziały 27 WDP AK wyszły poza pierścień okrążenia, pokonując rozległe bagna nie obsadzone przez nieprzyjaciela.  W międzyczasie dowódca dywizji otrzymał od Komendanta Głównego AK rozkaz przegrupowania sił za Bug.
Sztab Dywizji 29 maja 1944 r. przekroczył Bug w rejonie Durycze. Zgrupowań „Kowala” i „Gardy” (dowódca kpt. Kazimierz Rzaniak) nie zawrócono. 27 maja 1944 r. zgrupowanie „Gardy” forsowało Prypeć i przekraczało front, ponosząc duże straty wynoszące około 2/5 stanu. Na Prypeci zginęło ok. 120 ludzi, a rany odniosło 114 żołnierzy.  Zgrupowanie „Kowala” zawróciło i skierowało się na zachód w kierunku Bugu. Ze sztabem dywizji spotkało się w rejonie Miedna. W nocy z 9/10 czerwca 1944 roku oddziały dywizji przekroczyły Bug jednocześnie w czterech punktach i osiągnęły w dniach 17-20 czerwca 1944 r. rejon lasów Parczewskich. Tam uporządkowano oddziały oraz prowadzono szkolenie.
Straty: pod Kowlem: 349 zabitych, 160 rannych, 170 w niewoli, 1600 rozproszonych, na Prypeci: 120 zabitych, 114 rannych.
Walki żołnierzy 27 Wołyńskiej Dywizji Piechoty Armii Krajowej pod Kowlem i Włodzimierzem Wołyńskim  zostały upamiętnione na Grobie Nieznanego Żołnierza w Warszawie, napisem na jednej z tablic po 1990 r. - "KOWEL - WŁODZIMIERZ WOŁYŃSKI  19 I - 21 V 1944".